# TT221
La tombe thébaine TT 221 est située à Gournet Mourraï, dans la nécropole thébaine, sur la rive ouest du Nil, face à Louxor en Égypte.
C'est la sépulture de Horimin (Hr.j-Mn.w), scribe des troupes dans le palais du roi à l'ouest de Thèbes. Elle date de l'époque de Ramsès III (XXe dynastie).